# Molgula davidi
Molgula davidi is een zakpijpensoort uit de familie van de Molgulidae. De wetenschappelijke naam van de soort werd in 1972 voor het eerst geldig gepubliceerd door Claude Monniot.